# Lupinus cymboides
Lupinus cymboides är en ärtväxtart som beskrevs av Charles Piper Smith. Lupinus cymboides ingår i släktet lupiner, och familjen ärtväxter. Inga underarter finns listade i Catalogue of Life.